# ネクスコム
株式会社ネクスコム（英: NEXCOM Inc. ）は、かつて存在したパン・パシフィック・インターナショナルホールディングス傘下の広告代理店企業である。稲沢市に本社を置いていた。なお、同社は2016年（平成28年）8月21日、株式会社ユニコムから商号が改称されている。

## 概要
主にユニーグループ内の広告企画・制作のほか、ユニーと取引している企業との間で各種マーケティング調査等を行っていた。新社名、「ネクスコム」の由来は、「次世代 NEXT」と「意志・感情の伝達 COMMUNICATION」の造語となっている。
2020年10月1日付でユニー株式会社に吸収合併され、解散した。

## 事業内容
マスコミ媒体広告制作、交通広告制作、セールスプロモーション広告制作、印刷物製作、演出装飾物製作、店頭イベント演出、展示会・ショールーム設置、コンベンション企画運営、イベント企画運営、人材派遣、映像･音声制作、IT関連制作、デザイン関連制作、マーケティング調査、生活科学行動研究　など（委託含む）

## 事業所
- サテライトオフィス（名古屋市千種区） - デリスクエア2階
- 東京ヘッドオフィス（東京都豊島区南池袋） - 富美栄ビル5階502
- 関東オフィス　（横浜市神奈川区） - ユニー関東事務所内
- 静岡オフィス　（静岡市駿河区） - ユニー山静事務所内
- 北陸オフィス　（石川県金沢市） - ユニー北陸事務所内